# Mini teater
Mini teater je ljubljansko gledališče, katerega repertoar obsega tako gledališče za mlade kot post-dramsko gledališče. Mini teater sta leta 1999 osnovala Robert Waltl (režiser, igralec, lutkar, umetniški vodja) ter Ivica Buljan (režiser, dramaturg, prevajalec, ustanovitelj festivala Svetovnega gledališča v Zagrebu). Mini teater je estetsko usmerjen k besedilom avtorjev, kot so Bernard-Marie Koltès, Heiner Müller, Robert Walser, Elfriede Jelinek, Jean Genet, Hervé Guibert, Arthur Rimbaud, A. S. Puškin, H. Ch. Andersen. Nahaja se na Križevniški ulici 1 v Ljubljani.

## O Mini teatru
Osnovna dejavnost Mini teatra je produkcija lutkovnih in gledaliških predstav v sodelovanju z umetniki iz različnih umetniških sredin. V njem imajo prednost raziskovalne režijske estetike z režiserji, kot so I. Buljan, A. Anurov, P. Calvario, S. Nordey, R. Waltl, J. Ivanc...  
Mini teater je za svoje gledališko ustvarjanje prejel številne nagrade in priznanja v tujini in Sloveniji ter sodeluje z izjemni igralci (Milena Zupančič, Marko Mandić, Veronika Drolc, Ana Karić, Senka Bulić, Polona Vetrih, Jurij Souček ...), vizualni umetniki (V. Fiškin, S. Tolj, B. Cain, T. Gverović, SON:da, T. Gotovac, M. Jakše ...) in glasbeniki (Mitja Vrhovnik Smrekar, The Beat Fleet, Jose, Ditka Haberl, Dunja Vejzović, Tamara Obrovac ...).
Mini teater letno odigra približno petsto predstav v Ljubljani, Sloveniji, zamejstvu in na številnih mednarodnih festivalih, v zadnjih desetih letih pa je izpeljal sto osemdeset gostovanj na vseh celinah ter uglednih festivalih v Moskvi, Neaplju, Havani, Varšavi, Dunaju, Bruslju, Sarajevu, Beogradu, Kairu, Teheranu, New Yorku in drugod. Svojo usmeritev in uspešno partnerstvo potrjuje tudi mednarodno sodelovanje Mini teatra s hrvaškimi institucijami, kot so Novo kazalište Zagreb, ARL Dubrovnik, ZeKaeM - Zagrebško gledališče mladih, Zadar snova, Teatar ITD in HNK Reka.
Namen Mini teatra je pravzaprav paradoksalen, saj hoče biti gledališče, ki bo tako elitistično kot populistično, ekscentrično in všečno širokemu občinstvu, zato podira tradicionalne gledališke omejitve in jih presega, v prostorih na Križevniški ulici v Ljubljani uveljavlja tudi koncept t.i. "razširjenega gledališča" z organizacijo koncertov, branj romanov v izvedbi najboljših slovenskih igralcev in mnogimi umetniškimi akcijami.

## Predstave in festivali

### Gledališče za otroke
- Volk in kozlički
- Snežena sestra (Maja Lunde)
- Vampirček gre v šolo (Joann Sfar)
- Obisk pri soncu (Marcin Marzec)
- Krojaček Hlaček (Leopold Suhodolčan)
- Knjiga o džungli (Ivor Martinić)
- Hrestač
- Deklica z vžigalicami (H. Ch. Andersen)
- Kakec - Kakčeve dogodivščine (Pernilla Stalfelt)
- Korenčkov palček (Svetlana Makarovič)
- Trije prašički (angleška ljudska pravljica)
- Žabji kralj (Brata Grimm)

### Gledališče za mladino
- Dnevnik Ane Frank (Anne Frank)

### Post-dramsko gledališče
- Skini mi se s kursa (Po motivih Othella Williama Shakespeara)
- Sanjači ali ljubezenska zgodba v revoluciji (avtorski projekt)
- Trilogija Lehman (Stefano Massini)
- Angeli v Ameriki (Tony Kushner)
- Kdo se boji Virginie Woolf? (Edward Albee)
- Turingov stroj (Benoit Solès)
- Zapiranje ljubezni (Pascal Rambert)
- Shopping and fucking (Mark Ravenhill)

### Festival Hiša strpnosti
Mini teater in Judovski kulturni center Ljubljana od leta 2015 organizirata festival Hiša strpnosti, brezplačen mednarodni filmski festival, ki vključuje filmske projekcije, izobraževalna jutra, gledališke predstave, razstave in koncerte. Zamisel o festivalu se je razvila iz sodelovanja z nosilcem projekta Festival tolerancije (Festival strpnosti) iz Zagreba, ki se je kot festival judovskega filma začel leta 2007. Njegov namen je bilo izobraževanje o holokavstu, da bi tovrstne strahote pravočasno preprečili in se ne bi nikoli več ponovile. V Ljubljani je Festival strpnosti prvič potekal leta 2015. Soorganizator festivala je bil Branko Lustig, preživeli taboriščnik in priznani filmski producent ter dobitnik dveh oskarjev. Festival postaja pomemben kulturni dogodek, ki s številnimi filmskimi projekcijami, izobraževalnimi jutri, pogovori, koncerti in razstavami širi idejo o strpnosti, človekovih pravicah, o kulturi spominjanja in pomenu spoštovanja, tako medsebojnega kot spoštovanja različnosti. S skrbno izbranim umetniškim programom opozarja na probleme sodobne družbe in spodbuja k razmišljanju ter razpravam o strpnosti, izključevanju in sovraštvu do marginaliziranih skupin. Glavni umetniški program predstavlja filmski program, ki obsega igrane, dokumentarne in kratke filme z vsega sveta. Vsi filmi imajo slovenske in angleške podnapise. Filmi, ki so na sporedu festivala, so prejemniki številnih priznanj na najpomembnejših svetovnih festivalih ali so bili nominirani za najuglednejše nagrade. Zelo pomemben del festivala je izobraževalni program za mlade; gre za izobraževalna jutra, ki odlične filme povezujejo z različnimi predavanji. Namenjena so učencem višjih razredov osnovne šole, dijakom in študentom.

### Dan križevniškega soseda
Dan križevniškega soseda, enodnevni dogodek v mesecu juniju, tradicionalno že vrsto let organizira Mini teater v sodelovanju z vsemi, ki se na Križevniški ulici, eni najstarejših in tudi najlepših ljubljanskih ulic, ukvarjajo z različnimi kulturnimi, storitvenimi in gostinskimi dejavnostmi. Dogodek se vsako leto tradicionalno prične z ozelenitvijo Križevniške ulice. Ozelenitve se vsako leto udeležijo številni veleposlaniki, akreditirani v Sloveniji, ki ulico podprejo in obogatijo s cvetjem, ki ga prinesejo v dar. Mini teater nato na ulici uprizori lutkovno predstavo za najmlajše, dogodek pa nato ponuja bogato glasbeno ponudbo z vsaj dvema večjima koncertoma, tekom celotnega dogajanja pa je na ulici prisotna tudi bogata gostinska ponudba. Dogodka se vsako leto udeleži veliko število ljudi različnih generacij in narodnosti.